# The Wake (IQ)
| Recensione | Giudizio |
| ---------- | -------- |
| AllMusic   | [ 1 ]    |

The Wake è il secondo album del gruppo musicale inglese IQ, pubblicato nel 1985.

## Tracce
1. Outer Limits – 8:15
2. The Wake – 4:12
3. The Magic Roundabout – 8:18
4. Corners – 6:20
5. Widow's Peak – 9:12
6. The Thousand Days – 5:12
7. Headlong – 7:25

Tracce bonus
1. Dans le Parc du Château Noir – 7:37
2. The Thousand Days (demo) – 3:55
3. The Magic Roundabout (demo) – 6:27

## Formazione
- Paul Cook – batteria, percussioni
- Tim Esau – basso
- Mike Holmes – chitarra, sitar
- Peter Nicholls – voce, tamburello basco
- Martin Orford – flauto, tastiere, sintetizzatori, cori

### Personale tecnico
- Tim Esau – produzione
- Mike Holmes – produzione
- Harum Coombes – ingegneria del suono

### Grafica
- Peter Nicholls – artwork
- Tony Lythgoe – design